# Автомобильная промышленность Японии
Автомобильная промышленность Японии является одной из самых известных отраслей промышленности в мире. Является родиной ряда крупных компаний, производящих автомобили, строительные машины, мотоциклы, квадроциклы, двигатели и т. д.
Автомобильная продукция является одной из главных статей японского экспорта. 
Япония была крупнейшим автопроизводителем в мире в 2008 году, но проиграла одну позицию в 2009 году нынешнему лидеру — автопрому Китая.

## История

### До Второй мировой войны. 1905—1939 годы
Первые опыты по созданию автомобилей с импортными двигателями внутреннего сгорания в Японской Империи были проведены в первом десятилетии XX века. Так в 1905 году в городе Хиросима инженер Шинейтаро Иошида представил омнибус с бензиновым двигателем, а в 1907 году инженер Иошида представил первый японский легковой автомобиль, получивший прозвище «Такири», то есть гремящий. 
В 1911 году был основан автомобильный завод Kaishinsha, который позже начал производство автомобилей под названием DAT. Однако, по-настоящему первым серийным автомобилем в Стране восходящего солнца, стал Mitsubishi Model A (выпущено 22 единицы), который был создан в 1917 году на основе итальянского автомобиля FIAT Tipo 3.
В дальнейшем, японское автомобилестроение создавалось, в основном, при помощи лицензий на производство автомобилей европейских и американских марок, а также создании в Японии сборочных предприятий зарубежных и прежде всего американских автомобильных производителей. Так первые автомобили марки Datsun и Nissan являлись лицензионными британскими автомобилями Austin 7 и американскими Graham-Paige, автомобили марки Chiyoda (Isuzu) - лицензионные Wolseley и Pontiac, Sumida - LaSalle. В 1920 году William Gorham основал компанию Jitsuyo Jidosha Seizo Co., которая начала производить Gorham, затем Lila. Далее эта компания объединилась с Kaishinsha в 1926 году для формирования DAT Automobile Manufacturing Co. C 1920-х годов и до вступления Японии во Вторую мировую войну на территории страны, в городах Йокогама и Осака находились автосборочные производства американских компаний Ford и GM. C 1927 года к ним присоединился и Chrysler, автомобили которого собирали на предприятии Kyoritsu Motors. Автомобили разрабатываемые в 1930-40-х годах собственными силами так же имели зарубежное влияние, чаще американской школы автомобилестроения. Например, первый автомобиль марки Toyota  — модель AA, представленная в 1936 году — имела весьма значительное внешнее сходство с американским автомобилем Chrysler Airflow 1934 года. Японские инженеры проходили стажировку и обучение в Детройте.
В середине 1930-х годов, согласно принятому тогда закону, все промышленные предприятия, расположенные на территории Японии, в том числе и с иностранным капиталом, стали японской собственностью. В результате американские автопроизводители свернули работы на территории этой страны.
В это же время, в связи с активной милитаризацией страны, начался уклон в создании и производстве автомобилей для армии: грузовиков, шасси для бронеавтомобилей, штабных автомобилей. Выпускаемые немногочисленные легковые автомобили распределялись в основном по государственным и военным ведомствам. Личные автомобили были только у очень состоятельных японцев. Например, у императора Хирохито был немецкий лимузин Mercedes-Benz 770, построенный по индивидуальному заказу в Штутгарте и имевший высокую степень защищённости.

### После Второй мировой войны
После поражения в войне и дальнейшей оккупации страны произошло замораживание развития автомобильной промышленности Японии, в связи с санкциями, наложенными оккупирующими силами на промышленность. Эти меры ограничения были сняты в 1949 году, когда предприятия японского автопрома были признаны неподлежащими демонтажу и вывозу из страны.
Автомобилестроение находилось в столь плачевном состоянии, что Банк Японии, финансовые круги и даже японское правительство не считали его привлекательным для инвестиций.
Японские автостроители, по своей сути, занимались прямым копированием образцов американского автопрома.
Единственный орган, делавший ставку именно на автомобилестроение, было Министерство внешней торговли и промышленности Японии, представители которого считали автопром своего рода локомотивом, развитие которого вытянет японскую экономику из упадка. Они рекомендовали ограничить импорт и активно развивать собственное автопроизводство (до 1949 года импорт иностранных автомобилей в Японию был запрещен, но в реальности американцы активно заполоняли японские улицы своими машинами, что также наносило ущерб японскому автопрому).
Выйти Японии из подобной тяжёлой ситуации помогла[как?] другая война, Корейская, начавшаяся в июне 1950 года.
В 1950-х фирма Toyota применила основанную на Кайдзен систему гибкой организации производства и повышения качества, известную как «метод Тойоты».
Японское автомобилестроение получило развитие в 1960-х годах в эпоху японского экономического чуда.
Начиная с 1970-х годов предприниматели начали экспорт собственной автомобильной продукции в США. Это привело к торговому конфликту между обеими странами в 1974 году. Для его решения японское правительство установило ограничения на вывоз японских автомобилей за границу, а японские предприниматели частично перенесли своё производство на территорию США. Решение конфликта успешно способствовало развитию японского автомобилестроения.
Наивысшего пика автомобилестроение достигло в 1989 году, когда в стране было произведено около 13 млн автомобилей, из которых 6 миллионов были экспортированы за рубеж.
Крупные автомобилестроительные районы расположены в префектурах Канагава, Сидзуока и Айти. Крупнейшие заводы находятся в городах Хиросима, Сидзука, Тоёта, Хамамацу, Йокосука, Иокогама, Ота.
Ведущими японскими автомобильными компаниями, работающими на международных рынках, являются «Мазда» (Хиросима), «Хонда» (Токио), «Тойота», «Ниссан» (Йокогама), «Судзуки» (Хамамацу), «Мицубиси» (Хамамацу) и другие.

### 1990-е
В 1990—1995 гг. наблюдался спад производства автомобилей до уровня 1979 года (см. Потерянное десятилетие). Он сменился периодом стагнации, который закончился в 2002 году восстановлением роста.

### 2000-е
В начале XXI века в этой отрасли было занято около 8 млн человек.
Особенность этого периода стала массовая организация сборочных филиалов японских компаний в Азии. С 1999 по 2009 годы объем производства на азиатских предприятиях японских компаний вырос в 3,3 раза — с 1 млн 548 тыс. до 5 млн 145 тыс. машин в год. В США было построено 30 сборочных заводов, при этом объем закупок японскими компаниями деталей и комплектующих местного производства достигал почти 50 млрд долл в год, а их доля в общем объеме поставок превышала 80 % (в отличие от азиатских стран, где она составляла в среднем 40‒50 %). В Европе построено 16 сборочных заводов совокупной мощностью 1 млн 800 тыс. машин в год. В 2007 году объем производства на европейских филиалах достиг 1 млн. 770 тыс. единиц, что вместе с ввезенными из Японии машинами (919 тыс.) довело долю японских компаний на европейском автомобильном рынке до 16 %.
Впоследствии, в результате землетрясения и последовавшего за ним цунами 2011 года в Японии на некоторое время останавливались, из-за возникшего энергетического дефицита, сборочные линии автозаводов. Также был приостановлен экспорт японских автомобилей и запчастей из-за закрытия основных морских портов в стране. В итоге это привело к тому что Тойота, бывшая лидером мирового автопрома, по итогам года откатилась на третью позицию (первые места заняли General Motors и Volkswagen group).